# Hans-Joachim Osmers
Hans-Joachim Osmers (* 7. April 1948 in Bremen) ist ein ehemaliger deutscher Fußballschiedsrichter.
Osmers war Schiedsrichter beim Bremer Fußball-Verband. Er wurde 1982 als Schiedsrichter für die 1. Bundesliga nominiert und gab sein Debüt am 11. September 1982, in der Saison 1982/83. 1995 hatte er die Altersgrenze erreicht und beendete seine Laufbahn.
Mit Einsätzen in der 2. Fußball-Bundesliga und im DFB-Pokal kam Osmers auf insgesamt 165 Einsätze im deutschen Profifußball.
1993 war Osmers an der höchsten Sperre wegen eines Angriffs auf einen Bundesligaschiedsrichter beteiligt. Nachdem Axel Kruse ihn im Rahmen eines Streitgesprächs („Osmers, was pfeifst Du für einen Scheiß?“) auch noch umriss, wurde dieser für zehn Spiele gesperrt.
Am 23. April 1994 sorgte er für eine kuriose Fehlentscheidung im Bundesligaspiel zwischen dem FC Bayern München und dem 1. FC Nürnberg. Osmers entschied nach einem Hinweis seines Assistenten Jörg Jablonski (dem Vater des Schiedsrichters Sven Jablonski) auf einen gültigen Treffer von Thomas Helmer, der jedoch aus dem Gewühl heraus den Ball am Tor vorbeibefördert hatte. Der 2:1-Sieg des FC Bayern durch das Phantomtor wurde vom DFB aberkannt und ein Wiederholungsspiel angesetzt, das der 1. FC Nürnberg mit 0:5 verlor.